# Tobołki polne
Tobołki polne (Thlaspi arvense) – gatunek rośliny należący do rodziny kapustowatych, zwanych także krzyżowymi. Występuje w całej Europie, na znacznej części Azji i na wyspie Madera. W Polsce jest pospolity na całym obszarze. Status gatunku we florze Polski: archeofit.

## Morfologia

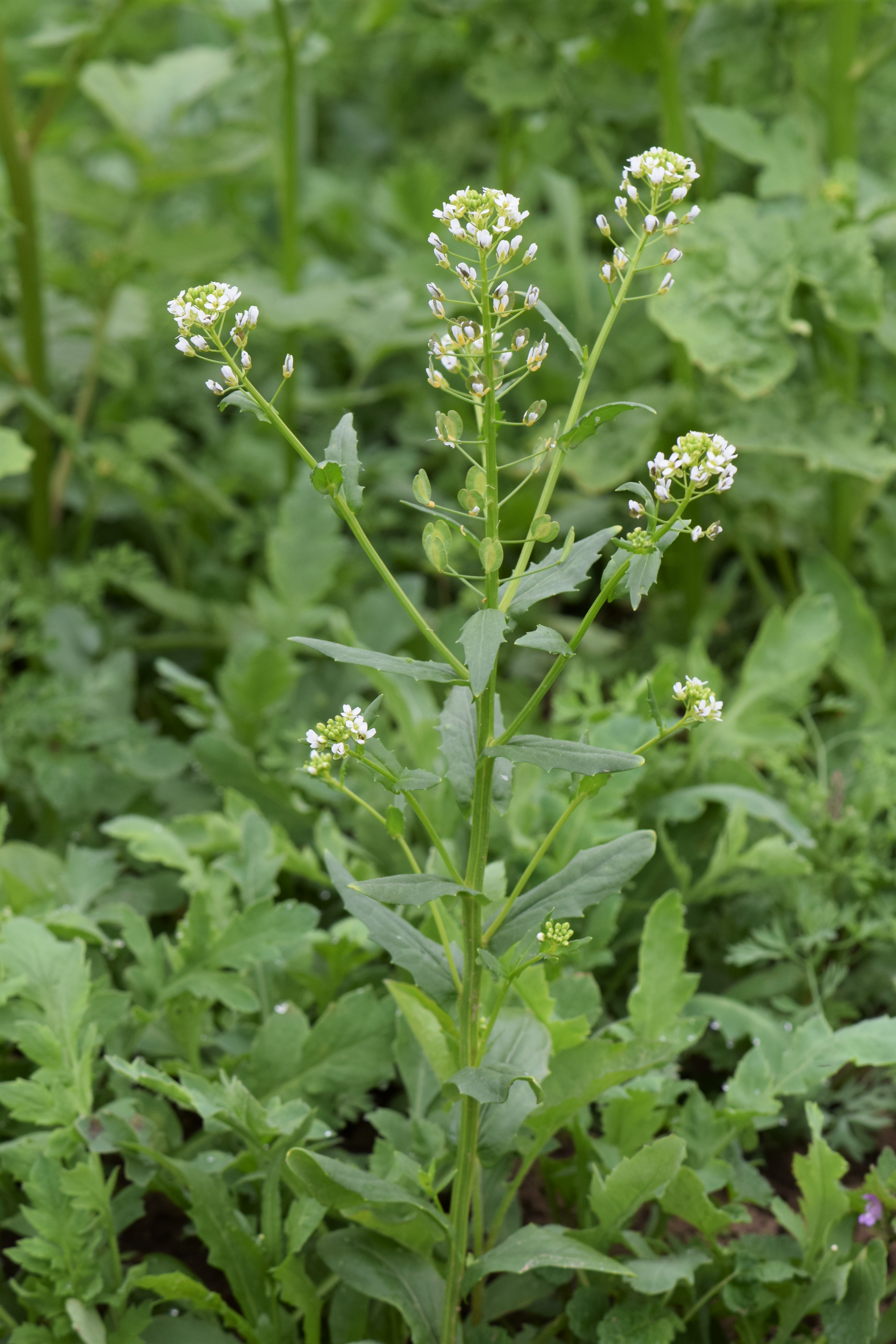
Pokrój

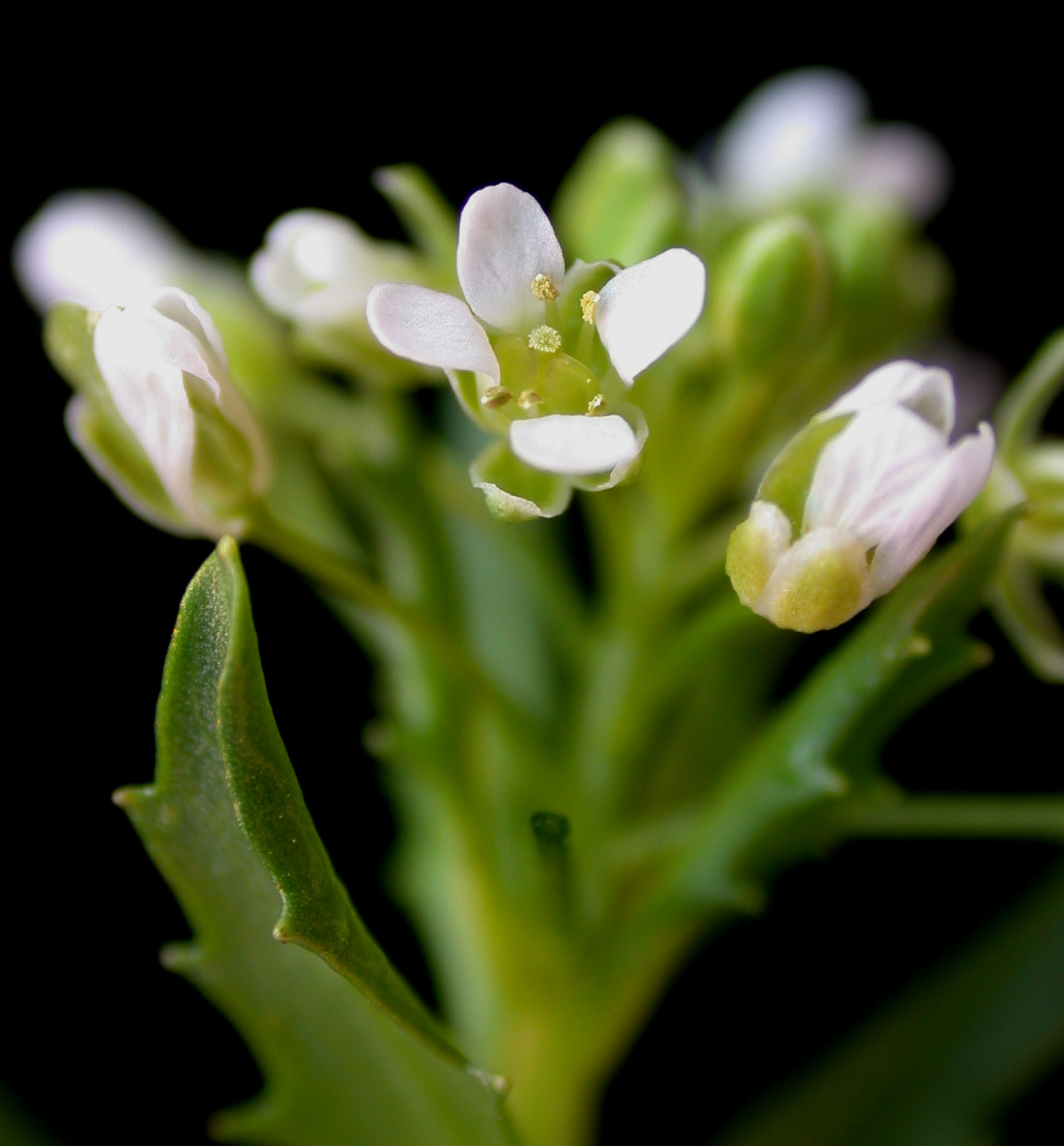
Kwiat

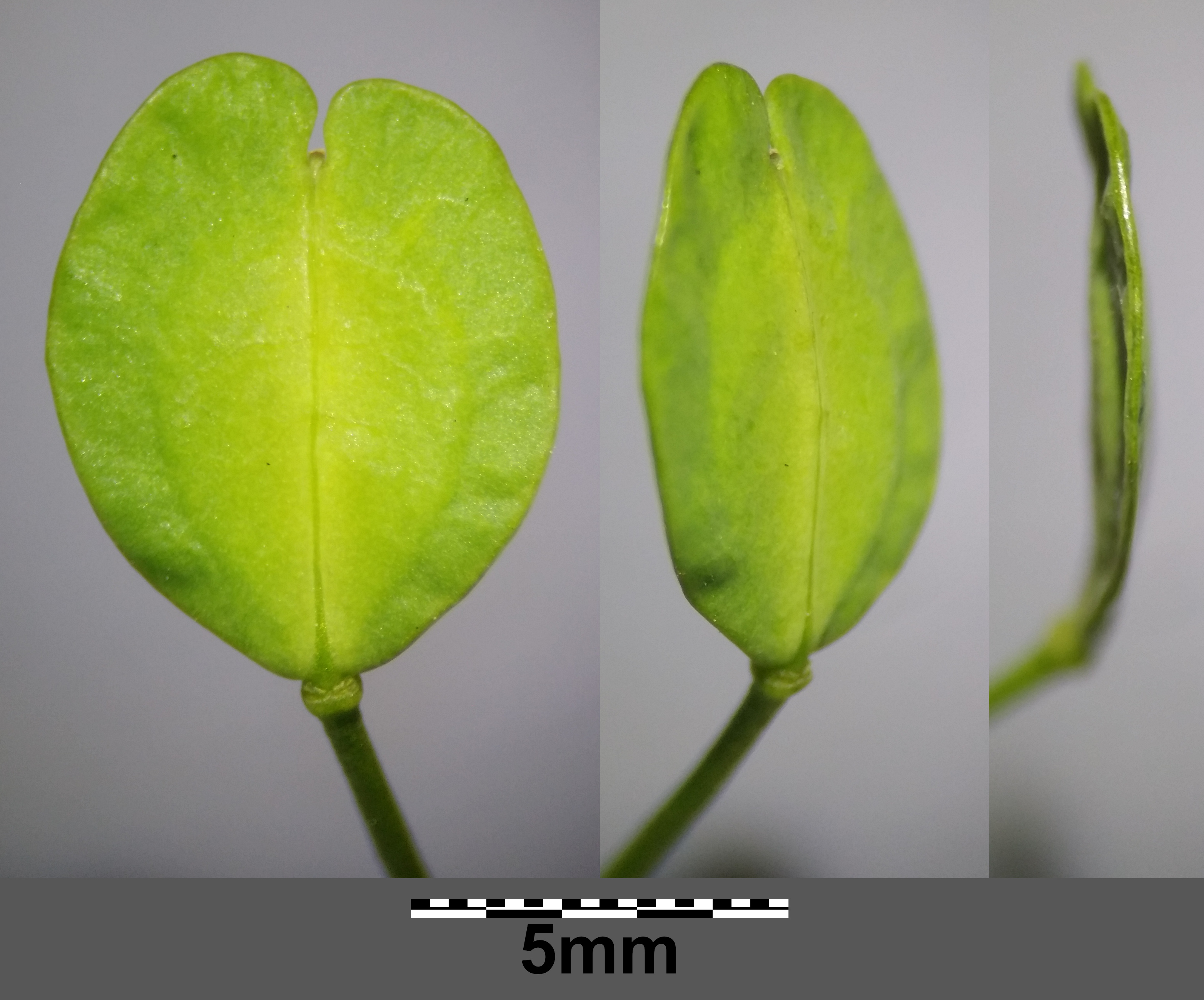
Owoc

PokrójRoślina jednoroczna osiągająca wysokość 10–30 cm. Po zgnieceniu wydziela charakterystyczny zapach czosnku.
ŁodygaWzniesiona, naga, górą rozgałęziająca się, kanciasta i bruzdowana.
LiścieUlistnienie skrętoległe. Dolne liście o odwrotnie jajowatym kształcie wyrastają na ogonkach, zatokowo ząbkowane liście łodygowe są bezogonkowe, swoimi strzałkowatymi nasadami obejmują łodygę. Wszystkie liście są jasnozielone.
KwiatyDrobne kwiaty na dosyć długich szypułkach tworzą grona na szczytach pędów kwiatowych. Dojrzewają stopniowo od dołu ku górze. Korona składająca się z 4 owalnych płatków białego koloru. Słupek dwuczęściowy, zalążnia ma długość co najwyżej 3-krotnie większą od szerokości.
OwocPłaska i prawie okrągła łuszczyna o długości mniej więcej równej długości szypułki i średnicy ok. 1,5 cm. Jest szeroko obłoniona, ma średnicę 10–15 mm i zawiera 5–6 nasion. Na wierzchołku jest głęboko i wąsko wycięta. Łuszczyna tobołków ma bardzo charakterystyczny wygląd, po którym łatwo rozróżnić można tę roślinę od innych gatunków. Długo utrzymuje się na roślinie. Brunatnego koloru nasiona tobołków mają długość ok. 2 mm, szerokość ok. 1,5 mm i grubość 1 mm. Ich powierzchnia jest regularnie, równolegle-łukowato żeberkowana.

## Biologia i ekologia
Roślina jednoroczna, rzadziej dwuletnia.  Kwitnie od kwietnia do września i jest samopylna. 
Cała roślina o nieprzyjemnym zapachu czosnkowym. Jest rośliną trującą dla bydła. Zawiera glikozyd izosiarkocyjanianowy, który rozpada się do olejku gorczycowego.
Najlepiej rozwija się na glebach żyznych i gliniastych. Występuje na polach i w ogrodach, także na przychaciach, śmietniskach i przydrożach. W ciągu roku wydaje kilka pokoleń. Nasiona mogą leżeć kilka lat w ziemi nie tracąc zdolności kiełkowania. W klasyfikacji zbiorowisk roślinnych gatunek charakterystyczny dla Cl. Stellarietea mediae. 

## Zastosowanie
- Ze względu na swoje ciekawe owoce roślina bywa uprawiana jako ozdobna. Szczególnie nadaje się do sporządzania suchych bukietów.
- Ziele Herba Thlaspi i nasiona Semen Thlaspeos stosowane były dawniej w lecznictwie ludowym.
- W Niemczech nasiona dodawane są do niektórych gatunków wędlin[9].